# Само шампиони
„Само шампиони“ е песен на Елица Тодорова и перкусиониста Стоян Янкулов, която представя България на европейския песенен конкурс „Евровизия 2013“ в шведския град Малмьо.
На националния финал, състоял се на 3 март 2013, става ясно, че има две песни с равен брой точки − „Кисмет“ и „Само шампиони“, но печели първата, тъй като при равен брой точки надделява зрителският вот. След броени дни обаче БНТ обявява, че песента „Кисмет“ е изтеглена от участие поради неуредени авторски права и „Само шампиони“ остава песента, която ще представя страната.
На сцената в Малмьо редом с Елица и Стоян, вече представили България на „Евровизия 2007“ и класирали се на 5-о място във финала с песента „Вода“, излизат три беквокалистки, поканени от Стоян, както и хип-хоп певецът Венци Чанов.
„Само шампиони“ се класира на 12 място, което означава че Елица и Стоян не успяват да преминат на финала и да повторят успеха си от 2007 г. По-късно става ясно, че българската песен е била на шесто място по зрителски вот, но на последно според избора на националните журита. През 2007 г., когато гласуват само зрители и има само един полуфинал, Елица и Стунджи също се класират на шесто място в полуфинала.